# Jean-Baptiste-Claude Odiot

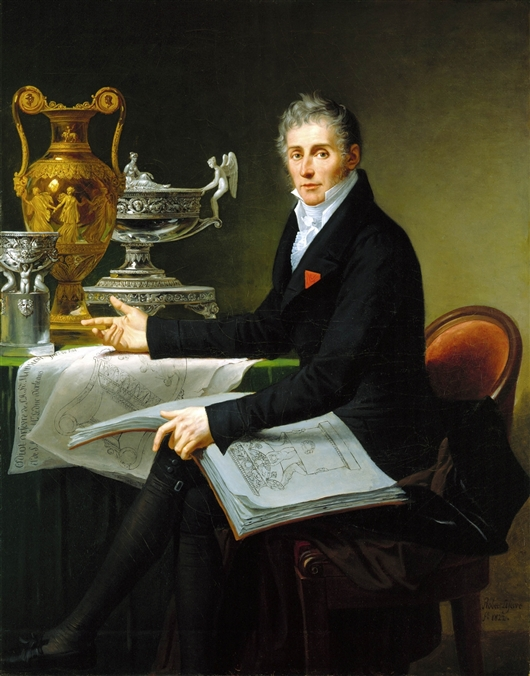
Jean-Baptiste Odiot di Robert Lefèvre, 1822

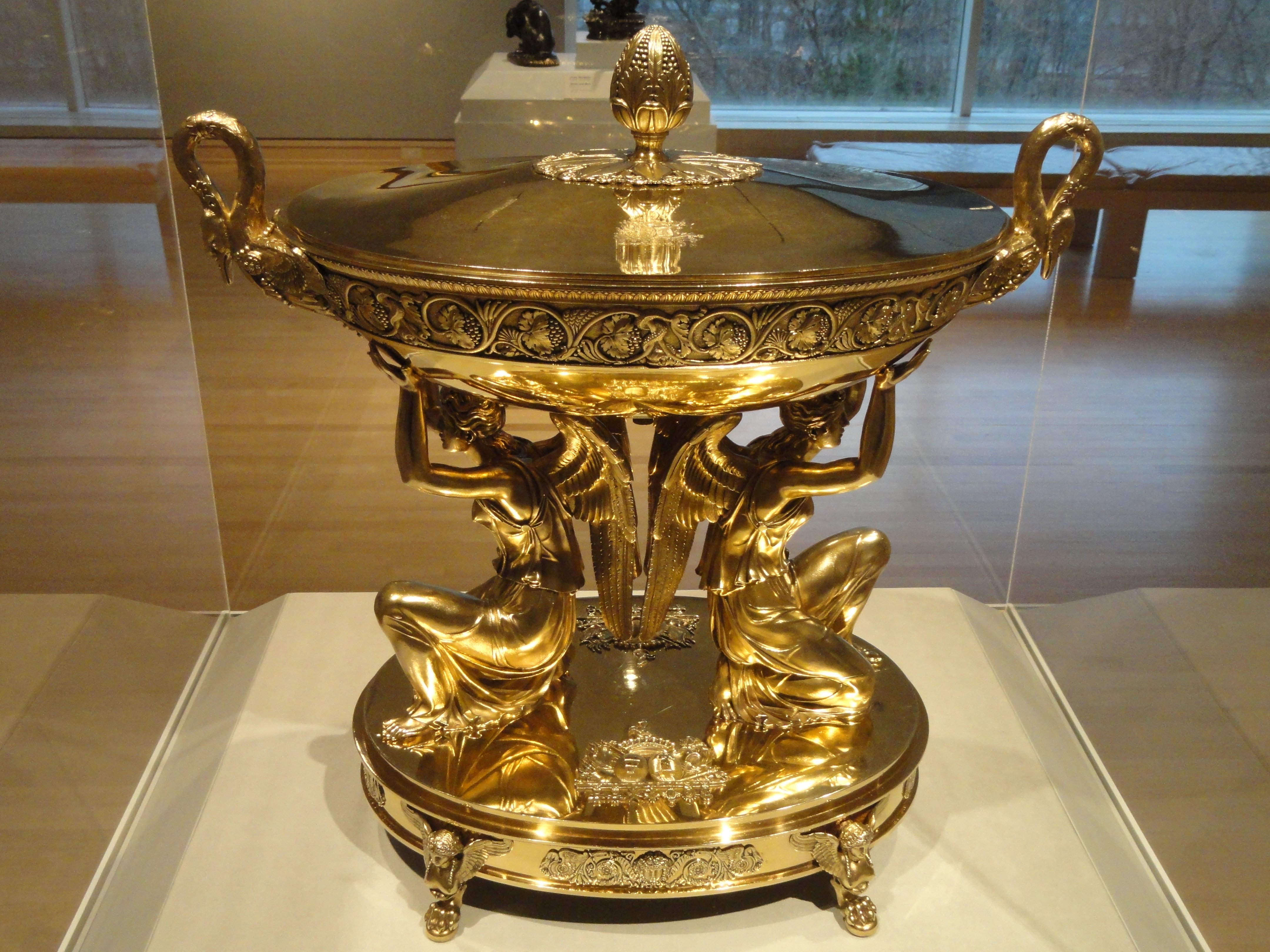
Zuppiera realizzata in argento dorato dal 1819, Indianapolis Museum of Art, Indianapolis, Indiana, USA.

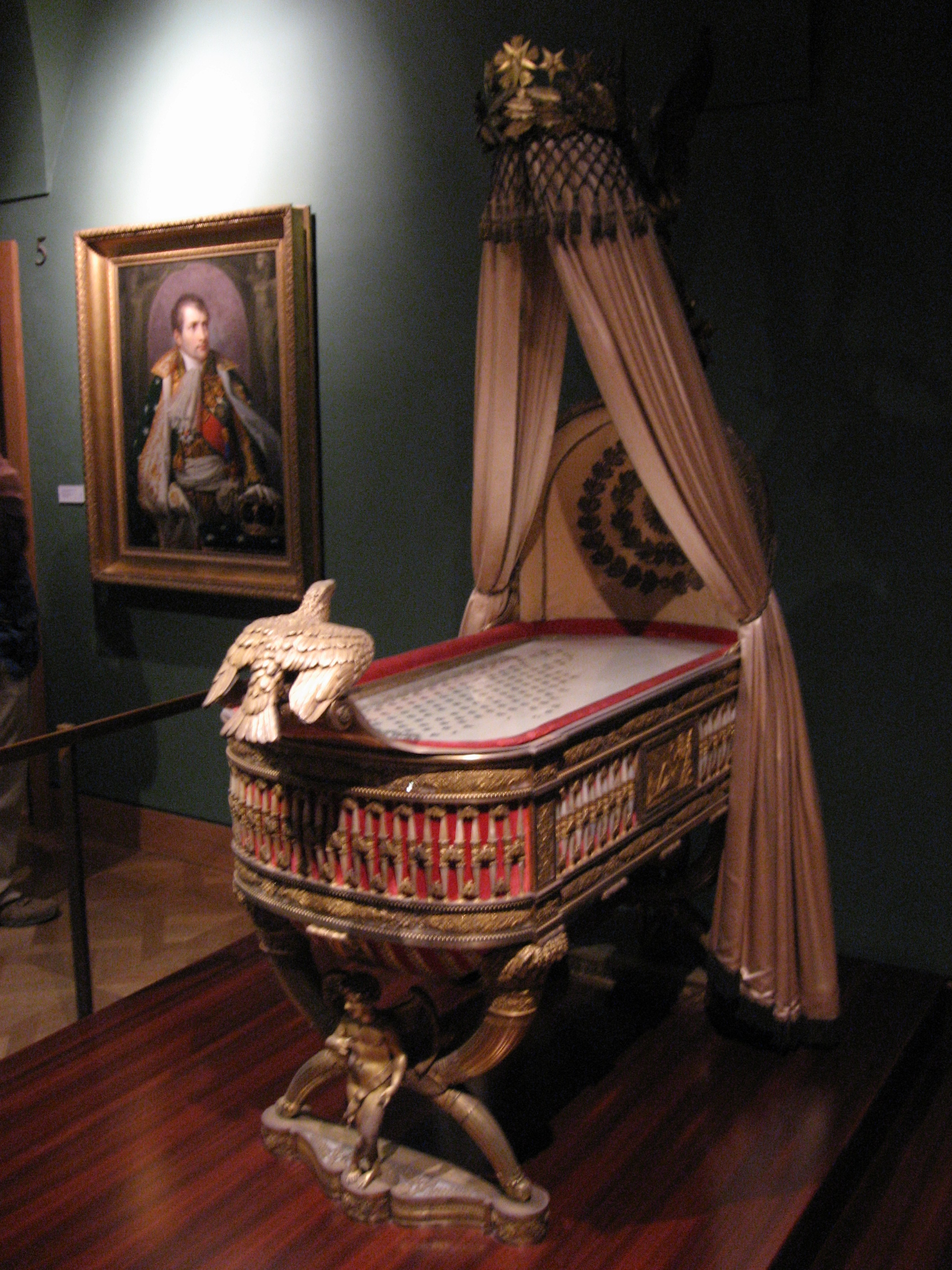
Culla del Re di Roma, Tesoro Secolare ed Ecclesiastico, Vienna, Austria.

Jean-Baptiste-Claude Odiot (1763 – Parigi, 1850) è stato un orafo e argentiere francese che realizzò i suoi pezzi in stile neoclassico.

## Biografia
La Maison Odiot, in inglese "House of Odiot", fu fondata nel 1690, durante il regno di Luigi XIV, da Jean-Baptiste Gaspard Odiot, considerato un raffinato argentiere.
L'imperatore Napoleone Bonaparte diede a Jean-Baptiste Claude, nipote di Jean-Baptiste Gaspard, molte commissioni prestigiose per sé e la sua famiglia, come lo scettro e la spada sacri e la culla di suo figlio, il "Re di Roma". Immensi servizi da tavola furono ordinati da Paolina Bonaparte, da sua madre e dall'imperatore stesso.
Jean-Baptiste Claude fu influenzato dal ritorno dei motivi classici greci ed egiziani espressi negli stili Direttorio e Impero. Le commissioni della corte aiutarono a promuovere la reputazione della Maison Odiot e l'azienda fornì servizi di vermeil alle corti di tutta Europa.
Charles Nicolas Odiot, che eccelleva nello stile rocaille, succedette al padre e divenne il fornitore su nomina di Sua Maestà il Re Luigi Filippo e della famiglia reale di Orléans. In seguito gli succedette suo figlio Gustave che ricevette la commissione più importante di sempre dalla Casa di Odiot, ovvero 3.000 pezzi di posate in oro massiccio per Saïd Pacha, il viceré d'Egitto. In seguito divenne fornitore, per nomina, della corte di Sua Maestà Imperiale lo Zar. Gustave fu anche l'ultimo membro della famiglia Odiot a presiedere l'azienda.

## Opere
L'unica sua opera sopravvissuta risale a prima della Rivoluzione francese (1789-1795) ed è un'urna da caffè (Monticello, Virginia, Jefferson Foundation) progettata e commissionata da Thomas Jefferson.
Nel 1802 ricevette una medaglia d'oro alla 3ª Exposition de l'Industrie a Parigi. Eseguì un servizio da viaggio (1795-1809 circa) per Napoleone e un grande servizio da tavola (1798-1809; Monaco, Residenza) per Massimiliano I Giuseppe di Baviera (1756-1825). L'opera più complessa di Odiot fu una serie di mobili da toeletta realizzati per l'imperatrice Maria Luisa nel 1810 (distrutta dal 1832).

### Culla del Re di Roma
Tra le commissioni più importanti ricevute da Odiot, c'era la Culla del Re di Roma, una culla in legno, bronzo e argento dorato data in dono dalla città di Parigi a Napoleone e a sua moglie l'imperatrice Maria Luisa, alla nascita del loro figlio Napoleone II. Jean-Baptiste-Claude Odiot (1763-1850) contribuì alla sua realizzazione insieme all'argentiere Pierre-Philippe Thomire (1751-1843) ed è firmata su due dei piedi: Odiot et Thomire e Thomire et Odiot. Oggi è al Louvre.